# Jordi Masip
Jordi Masip López (Sabadell, 1989. január 3. –) spanyol profi labdarúgó; kapus. A spanyol másodosztályban szereplő Real Valladolid játékosa.

## Pályafutása
2003-ban Masip csatlakozott a Barcelona ifjúsági csapathoz, azt követően kölcsönbe adták a Vilajuïga-nak.
Megszűnt a kölcsönbeadási szerződése, és visszatért a Barcelona B csapatba.

### FC Barcelona
2014–15-ös szezonban a Barcelona előreléptette az első csapatba, harmad számú kapus ként.
Claudio Bravo, Marc-André ter Stegen mögött.
2015. május 23-án debütált a bajnokságban a RC Deportivo de La Coruña elleni 2–2-es mérkőzésen.

## Statisztika
2022. május 21-i állapot szerint.
| Klub             | Szezon           | Bajnokság          | Bajnokság | Bajnokság | Kupa  | Kupa  | Nemzetközi | Nemzetközi | Egyéb | Egyéb | Összes | Összes |
| Klub             | Szezon           | Liga               | Mérk.     | Gólok     | Mérk. | Gólok | Mérk.      | Gólok      | Mérk. | Gólok | Mérk.  | Gólok  |
| ---------------- | ---------------- | ------------------ | --------- | --------- | ----- | ----- | ---------- | ---------- | ----- | ----- | ------ | ------ |
| Vilajuïga        | 2008/09          | TBA                | 24        | 0         | —     | —     | —          | —          | —     | —     | 24     | 0      |
| Vilajuïga        | Összesen         | Összesen           | 24        | 0         | —     | —     | —          | —          | —     | —     | 24     | 0      |
| Barcelona B      | 2008/09          | Segunda División B | 0         | 0         | —     | —     | —          | —          | —     | —     | 0      | 0      |
| Barcelona B      | 2009/10          | Segunda División B | 3         | 0         | —     | —     | —          | —          | —     | —     | 3      | 0      |
| Barcelona B      | 2010/11          | Segunda División   | 12        | 0         | —     | —     | —          | —          | —     | —     | 12     | 0      |
| Barcelona B      | 2011/12          | Segunda División   | 9         | 0         | —     | —     | —          | —          | —     | —     | 9      | 0      |
| Barcelona B      | 2012/13          | Segunda División   | 21        | 0         | —     | —     | —          | —          | —     | —     | 21     | 0      |
| Barcelona B      | 2013/14          | Segunda División   | 34        | 0         | —     | —     | —          | —          | —     | —     | 34     | 0      |
| Barcelona B      | Összesen         | Összesen           | 79        | 0         | —     | —     | —          | —          | —     | —     | 79     | 0      |
| Barcelona        | 2014/15          | La Liga            | 1         | 0         | 1     | 0     | 0          | 0          | 0     | 0     | 2      | 0      |
| Barcelona        | 2015/16          | La Liga            | 0         | 0         | 2     | 0     | 0          | 0          | 0     | 0     | 2      | 0      |
| Barcelona        | 2016/17          | La Liga            | 0         | 0         | 0     | 0     | 0          | 0          | 0     | 0     | 0      | 0      |
| Barcelona        | Összesen         | Összesen           | 1         | 0         | 3     | 0     | 0          | 0          | 0     | 0     | 4      | 0      |
| Valladolid       | 2017/18          | Segunda División   | 42        | 0         | 0     | 0     | 0          | 0          | 4     | 0     | 46     | 0      |
| Valladolid       | 2018/19          | La Liga            | 35        | 0         | 0     | 0     | —          | —          | —     | —     | 35     | 0      |
| Valladolid       | 2019/20          | La Liga            | 35        | 0         | 1     | 0     | —          | —          | —     | —     | 36     | 0      |
| Valladolid       | 2020/21          | La Liga            | 25        | 0         | 0     | 0     | —          | —          | —     | —     | 25     | 0      |
| Valladolid       | 2021/22          | Segunda División   | 21        | 0         | 1     | 0     | —          | —          | —     | —     | 22     | 0      |
| Valladolid       | Összesen         | Összesen           | 158       | 0         | 2     | 0     | 0          | 0          | 4     | 0     | 164    | 0      |
| KARRIER ÖSSZESEN | KARRIER ÖSSZESEN | KARRIER ÖSSZESEN   | 262       | 0         | 5     | 0     | 0          | 0          | 4     | 0     | 271    | 0      |